# 四結 (五結鄉)
四結，是臺灣宜蘭縣五結鄉的一個地名，位於該鄉西部偏北。相較於今日行政區，其範圍大致包括四結村、上四村、中興村。

## 歷史
台灣清治末期，四結地區為一街庄，稱為「四結庄」，隸屬於二結堡。該庄北與二結庄、頂三結庄為鄰，東與下五結庄為鄰，東南與頂五結庄為鄰，南邊為竹林庄，西邊為歪仔歪庄。
1901年（日明治三十四年）11月，該庄隸屬於宜蘭廳，編入第十五區。1905年（明治三十八年）7月，該區改名為「二結區」。1920年（大正九年），該庄改制為「四結」大字，隸屬於臺北州羅東郡五結庄。
戰後五結庄改制為五結鄉，隸屬於臺北縣，大字亦改制為村。1950年10月，北、基、宜分治，五結鄉改隸屬於宜蘭縣。

## 聚落
本地區發展較早的聚落為四結，在日治期初期的官方地圖上已有記載。此外，本地區尚有下四結聚落。

## 交通
台鐵宜蘭線是台灣東北部鐵路幹線，大致以縱向經過四結地區中部。境內設有中里車站，屬招呼站，僅停靠區間車。由此可前往台鐵沿線各站。
省道台9線（中正路二段～一段）又稱「東部幹線」，是台北經東台灣至屏東楓港的幹道，大致以北北東—南南西走向轉北北西—南南東走向再轉東北—西南走向經過本地區。由該道向北北東可前往宜蘭、礁溪、頭城西南部、坪林、石碇、新店等地，向西南經外環道繞過羅東市區後可前往冬山、蘇澳、南澳等地。
鄉道宜24線（中興路三段～二段）是羅東鎮仁愛里至五結的道路，也是本地區主要的橫向道路，其西側端點位於本地區西部邊界地帶的縣道196號路口。由此向東北東轉東經省道台9線及鐵路後再轉東南東出境，可前往下五結、頂五結的五結市中心並止於鄉道宜25線路口。
鄉道宜29線（仁武路三段）是三結至中福的道路，大致以縱向經過本地區東部。由該道路向北可前往頂三結、下三結西部並止於鄉道宜22線路口，向南可前往下五結中西部、頂五結中西部並止於縣道196號路口。
鄉道宜31線（大興路）是溪底城至興盛的道路，大致以縱向經過本地區中部偏東地帶。由該道路向北可前往頂三結、二結東部並止於鄉道宜22線路口，向南可前往四結東部、下五結西部、頂五結西部並止於縣道196號路口。

## 學校
- 興中國中
- 中興國小

## 文化資產
- 二結紙廠殉職碑（縣定古蹟）

## 廟宇
- 四結福德廟